# Manfred Deistler

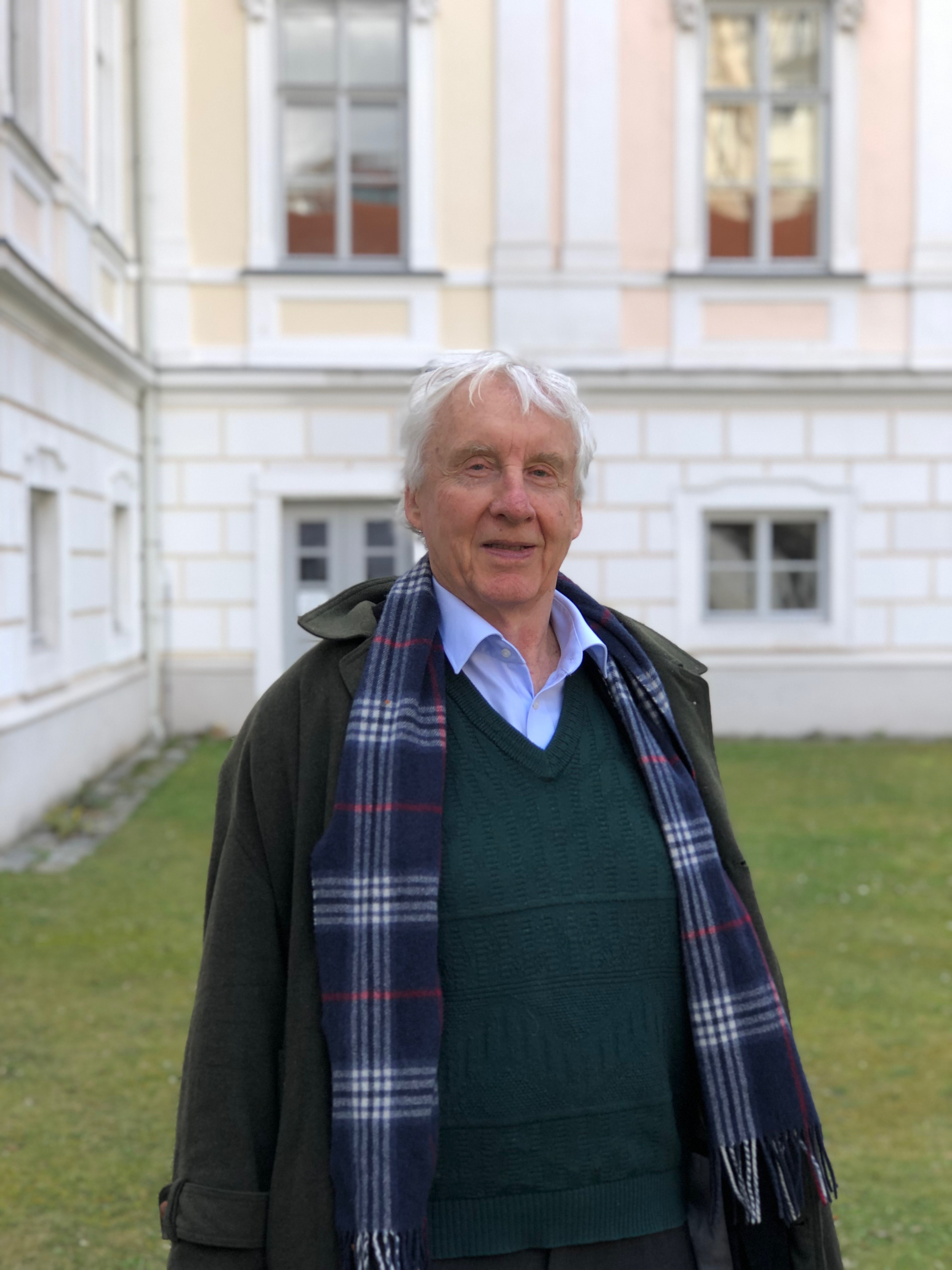
Manfred Deistler, März 2019 am Institut für Höhere Studien Wien

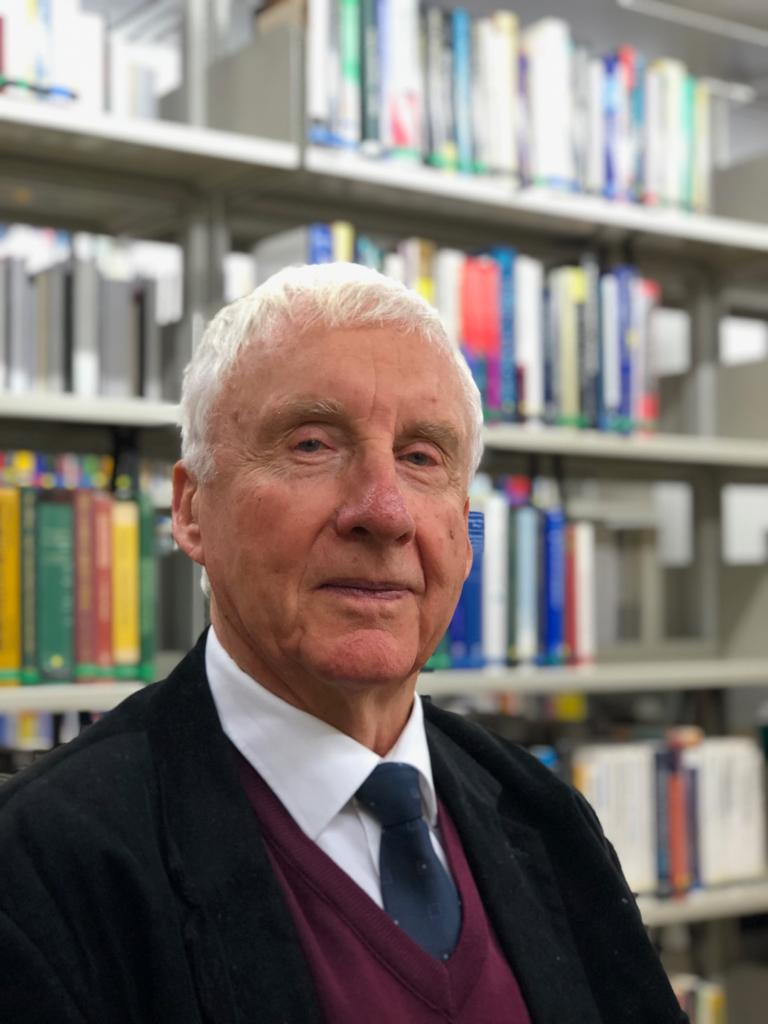
Manfred Deistler am Institut für Höhere Studien Wien im Dezember 2019

Manfred Deistler (* 23. September 1941 in St. Pölten, Niederösterreich) ist ein österreichischer Mathematiker und emeritierter Professor der Technischen Universität Wien. Seine wissenschaftlichen Schwerpunkte liegen in den Bereichen Ökonometrie, Zeitreihenanalyse und Systemtheorie.

## Berufliche Laufbahn
Manfred Deistler erhielt 1964 sein Diplom in Elektrotechnik an der Technischen Universität Wien. Nach kurzer Tätigkeit als Regeltechniker in der Industrie besuchte er das Institut für höhere Studien und erwarb dort 1968 das Diplom in Wirtschaftswissenschaften. Er promovierte 1970 an der Technischen Universität Wien im Fachbereich angewandte Mathematik.
Er war Assistent an der Universität Regensburg sowie Assistent und außerordentlicher Professor an der Universität Bonn und wurde 1978 zum ordentlichen Professor für Ökonometrie an der Technischen Universität Wien ernannt, wo er seither tätig ist.
Er ist Fellow der Econometric Society, Fellow des Journal of Econometrics und Fellow des Institute of Electrical and Electronic Engineers (IEEE) und Mitglied der Academia Europaea (2016). Er ist Mitglied des Advisory Boards der Zeitschrift Econometric Theory.
Deistler wurde ein Ehrendoktorat der Technischen Universität Dortmund verliehen. Seit 1999 ist er korrespondierendes Mitglied der philosophisch-historischen Klasse der Österreichischen Akademie der Wissenschaften.

## Forschungsschwerpunkte
Deistler arbeitete intensiv an der Struktur- und Schätztheorie für multivariate ARMAX- und Zustandsraumsysteme. Später widmete er seine Forschung den statistischen Eigenschaften von Subspace-Schätzern und den Eigenschaften von sogenannten datengetriebenen lokalen Koordinaten für Zustandsraumsysteme.
Er beschäftigte sich außerdem mit der Modellierung und Vorhersage hochdimensionaler Zeitreihen, linearen dynamischen Fehler-in-Variablen Modellen, linearen dynamischen Faktormodellen sowie mit singulären VAR-Systemen. Deistler arbeitete ebenfalls an Anwendungen und behandelte hier Fragen zur kurzfristigen Prognose des Strombedarfs, der Umweltmodellierung und der Analyse von EEG-Daten.

## Veröffentlichungen (Auswahl)
- mit Edward Hannan: The Statistical Theory of Linear Systems, Society for Industrial and Applied Mathematics, 2012, ISBN 978-1-61197-218-4
- mit Wolfgang Scherrer: Modelle der Zeitreihenanalyse, Springer International Publishing, ISBN 978-3-319-68663-9